# Wiegersen
Wiegersen ist ein Ortsteil der Gemeinde Sauensiek in Niedersachsen und liegt im Süden des Landkreises Stade in der Samtgemeinde Apensen.

## Geographie
Bekannt ist Wiegersen wegen seiner ausgedehnten Waldflächen (650 ha), die die Ortschaft fast komplett umschließen. Durch den Wiegerser Forst fließt auch die Ramme, ein kleiner Bach, der im weiteren Verlauf in die Oste mündet. Es finden sich hier seltene Pflanzen- und Tierarten wie Leberblümchen, Sonnentau und die Kreuzotter.

## Geschichte

### Herkunft des Ortsnamens
Die Wortendung „sen“ stammt von Husen=Haus, dies deutet auf die fränkische Zeit (ab dem Jahre 800). Die erste schriftliche Erwähnung findet sich allerdings erst 1500.

### Borrel
Borrel ist ein ehemaliges Dorf in unmittelbarer Nähe zu Wiegersen. Heute erinnert an das kleine Örtchen nur noch der Straßenname Borrel in Wiegersen und der ehemalige Dorfbrunnen. Zu finden ist dieser in einem Waldstück in Richtung Revenahe.

### Rittergut

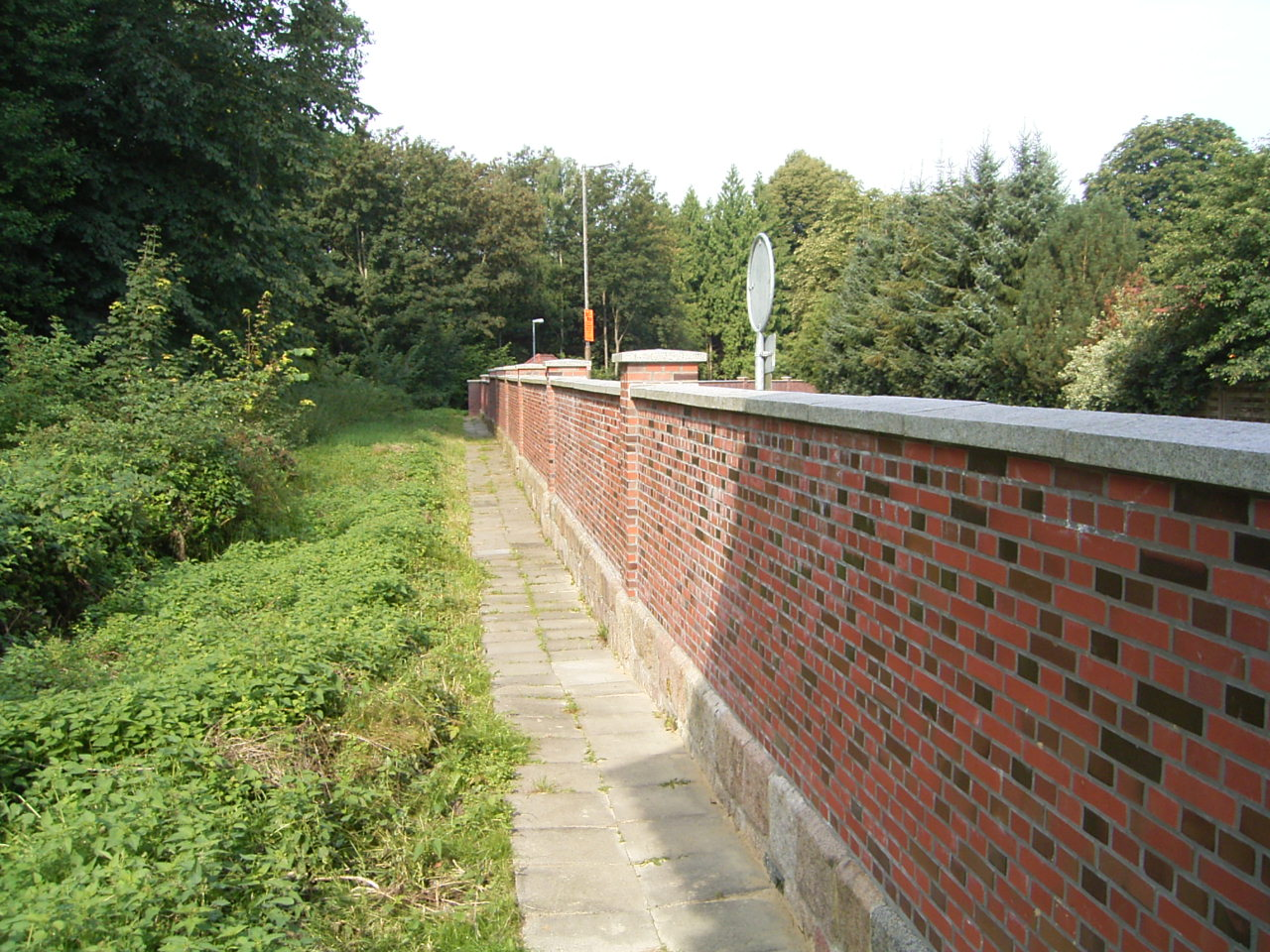
Mauer an der Wiegerser Straße

Das Ortsbild Wiegersens wird durch die Backsteinmauer des ehemaligen Rittergutes Wiegersen geprägt, die 2003 komplett erneuert wurde. Im Herrenhaus findet man heute ein Yoga-Zentrum.

### Kinderreichstes Dorf
Wiegersen wurde in den 1960er Jahren bundesweit bekannt, da es als kinderreichstes Dorf der Bundesrepublik bezeichnet wurde. Über 44 Prozent der Einwohner waren 1967 unter 16 Jahre alt. Dies galt als ein neuer Spitzenwert.

### Eingemeindung
Am 1. Juli 1972 wurde Wiegersen in die Gemeinde Sauensiek eingegliedert.

## Kultur/Veranstaltungen
Das kulturelle Leben in Wiegersen spielt sich in den vielen Vereinen ab. So wird eine Reihe von Veranstaltungen durch die Freiwillige Feuerwehr organisiert. So z. B. das jährliche Osterfeuer, der Volks- und Feuerwehrmarsch, das herbstliche Laternelaufen und vieles andere. Auch der Schulverein lädt die Wiegerser im Laufe des Jahres zu vielen öffentlichen Veranstaltungen, wie z. B. den Bücherflohmarkt, ein. Komplettiert wird das Vereinsleben durch den Gymnastikverein, den Förderverein Sport Wiegersen sowie zahlreiche Gruppen.
Ein großes Ereignis ist zudem die jährlich stattfindende Montgolfiade am Rande von Wiegersen. Ballonfahrer aus ganz Deutschland und dem europäischen Ausland werden dann in Wiegersen begrüßt.

## Tourismus
Der Wiegerser Forst und die umliegenden Moorlandschaften laden zu ausgedehnten Spaziergängen oder Radtouren ein. Nicht wenige erkunden die Landschaft mit der Trend-Sportart Nordic Walking. Am Ort befinden sich Ferienwohnungen und ein Café. Ein Hotel und ein Restaurant findet man im Nachbarort Sauensiek ebenso wie das Naturbad, das durch den Förderverein Kornscheune unterhalten wird.

## Sport

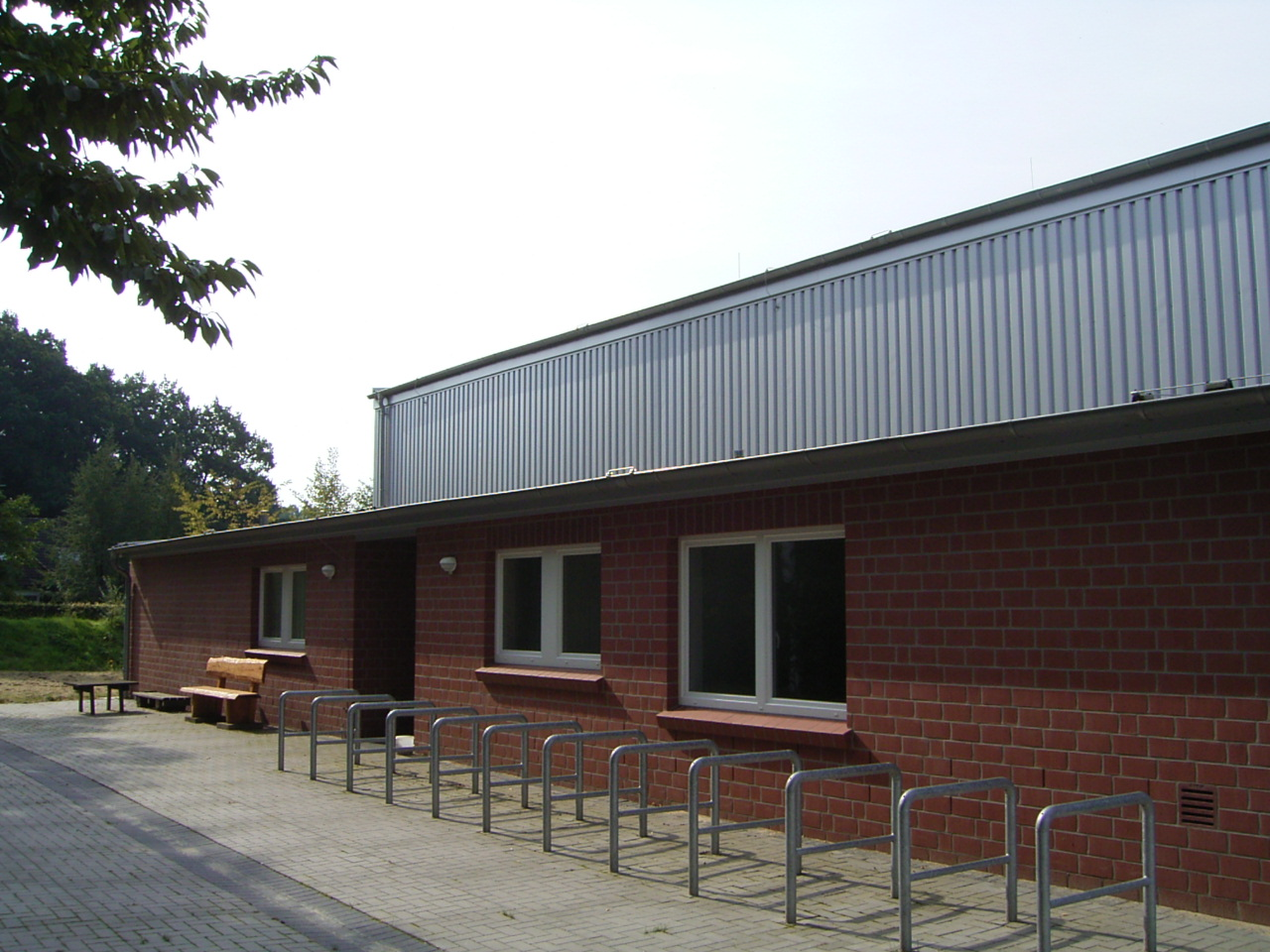
Sporthalle Wiegersen

Durch die Eröffnung der Sporthalle wurde das sportliche Leben in Wiegersen grundlegend neu belebt. Die Sporthalle wird durch den Förderverein Sport Wiegersen unterhalten. In der Halle findet nicht nur der Schulsport der Grundschule statt, sondern viele Sportgruppen haben hier ihre Heimstätte. Das Angebot umfasst Gymnastik, Unihockey, Fußball oder Kinderturnen. Auch der Gymnastikverein Wiegersen mit seinen Abteilungen Gymnastik, Step-Aerobic, Kinderturnen, Volleyball und Fußball-Tennis trainieren in der günstigsten Sporthalle Norddeutschlands.

## Bildung

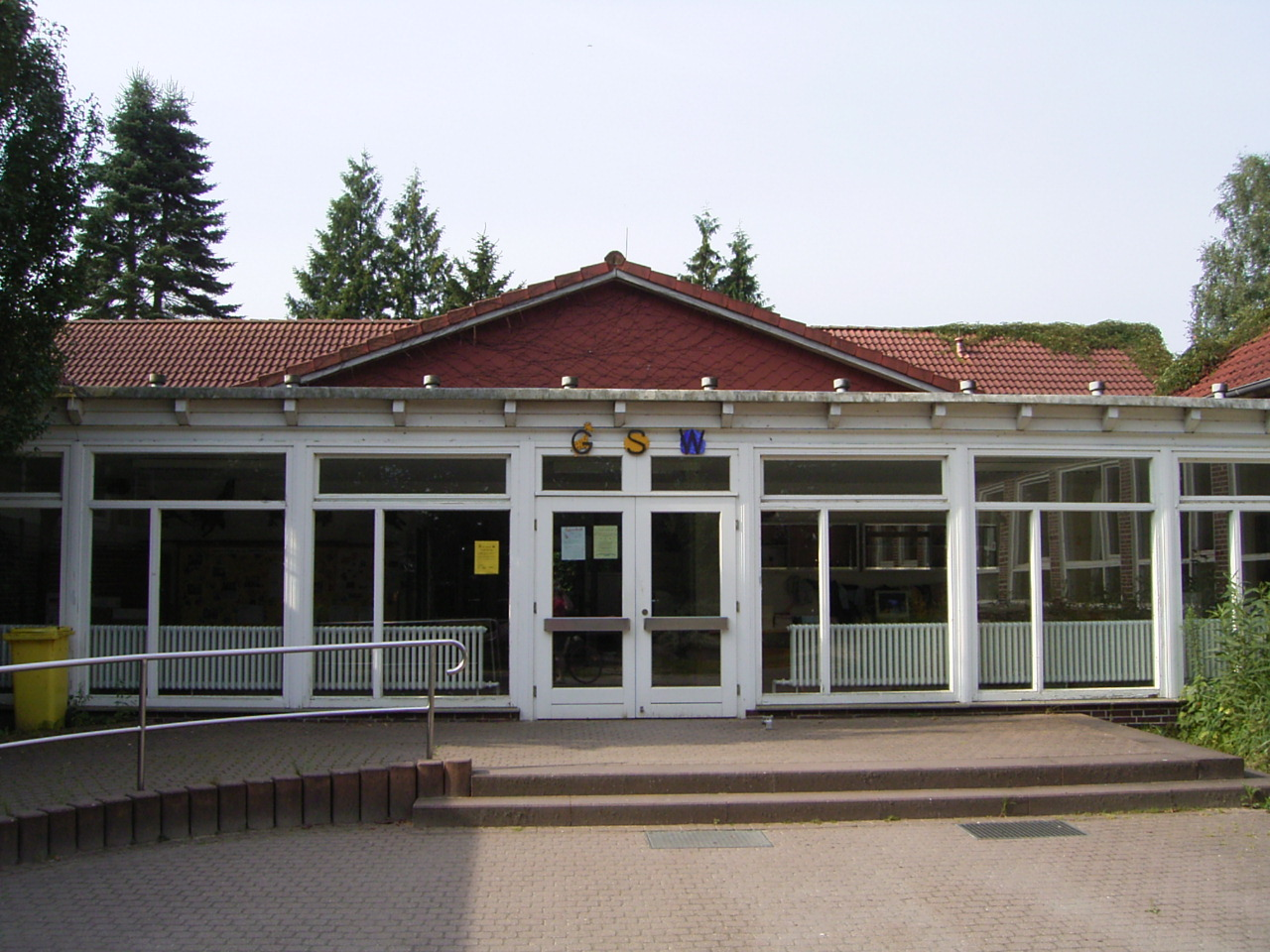
Grundschule Wiegersen

Wiegersen ist Standort einer Grundschule, die für die Kinder der Gemeinde Sauensiek zuständig ist. Die Real- und Hauptschule kann in Apensen, das Gymnasium in Harsefeld besucht werden. Zwei Kindergärten befinden sich in den Nachbardörfern Sauensiek und Revenahe.

## Verkehr

### Straße
Zu erreichen ist Wiegersen über die Kreisstraße 53, die von Sauensiek über Wiegersen nach Harsefeld führt. In Revenahe-Kammerbusch besteht dann Anschluss an die Landstraße 127 von Zeven nach Buxtehude. In Sauensiek hat man Anschluss an die Landstraße 130 die nach Sittensen an die Bundesautobahn 1 (A 1) führt.

### ÖPNV
Die Ortschaft Wiegersen ist mit Bussen der Kraftverkehrsgesellschaft Stade (KVG) (2034, 2035, 2711) zu erreichen. Wiegersen liegt im Tarifgebiet des Hamburger Verkehrsverbund. Der nächste Bahnhof befindet sich in Apensen (Bahnstrecke Buxtehude-Bremerhaven). Der Bahnhof in Buxtehude hat als Verkehrsknotenpunkt (S-Bahn, Regionalbahnen) allerdings eine viel größere Bedeutung, sodass auch die Buslinien auf den Bahnhof Buxtehude ausgerichtet sind.